# 김창훈 (음악가)
김창훈(金昌勳, 1956년 3월 22일~)은 대한민국의 가수이며 모던 포크 록 음악가이고 프로듀서이자, 사업가 겸 기업인이다.
서울에서 출생한 그는, 서울대학교 농과대학 농공학·식품공학 학사 학위를 취득하였고, 1977년 12월 8일(목요일 당시)에, 형 김창완, 동생 김창익과 함께 《산울림》을 결성하여 베이시스트로 활동하였으며, 일단 이에 석달 앞서 같은 해(1977년)의 9월 12일(월요일)에 열린 《제1회 MBC 대학가요제》에서 대상을 수상한, 서울대 농대의 전통 있는 밴드인 《샌드 페블즈》의 〈나 어떡해〉를 작사·작곡하였고, 《산울림》의 곡 중에서 〈산할아버지〉, 〈회상〉, 〈내 마음(내 마음은 황무지)〉등을 작사 및 작곡하였다.
개인 음반이자 독집 앨범으로는 《김창훈 1집》(1992), 2집(2001), 3집(2009), 4집 《호접몽》(2016)이 있고, 김완선 1집 《오늘밤》(1986)과 2집 《나 홀로 뜰 앞에서》(1987)를 작사·작곡하였다. 대학 시절의 전공 등을 살리어, 어느 모 기업체의 해외 국가 지사 관련 사업가로, 미국을 거치어 캐나다에 있다가, 2015년 11월 30일(월요일)에 기업체 임원으로 60세(만59세)에 명예 정년 퇴임 이후, 같은 해 12월에 귀국해, 이후 2017년에는 후배 뮤지션들과 함께 〔김창훈과 블랙스톤즈〕를 결성하여, 동년 EP 앨범을 발매하였다.
비록, 모던 포크 록 음악 밴드 《산울림》의 구성원으로 활약한 이후의 솔로 가수로의 김창훈 그의 활약은 아무리 긴 공백 있는 비지속적이었으나, 이른바 그의 음유시인으로서의 목가로운 기질적인 음악의 창법은 임지훈·현진영 같은 후배들한테까지 영향이 끼쳐졌다.

## 주요 경력
- 미국 CJ Foods 부사장 역임.
- 매일유업 주식회사 캐나다 지사 북아메리카 미주사업 총괄 CEO 사장 역임.

## 학력
- 서울대학교 농과대학 농공학[3]·식품공학[4] 학사[5]

## 가족 관계
김재혁(아버지)과 장은성(어머니)의 슬하 3남(3형제) 중 차남(둘째 아들)이고, 형제자매로는 형 김창완(싱어송라이터 겸 배우)과 막냇동생 김창익(가수 및 음악가 겸 기업가.)이 있음.)이 있으며, 직계 가계로는 아내(김민회)와 사이에 자녀 1남 1녀(맏딸과 막내아들)가 있다.

## 개인음반목록

### 솔로가수데뷔
- 김창훈 첫 독집 1집 음반 (1992년 1월)

### 정규 음반
1. 김창훈 독집 1집 음반 (1992년 1월)
2. 김창훈 the 2nd solo album (2001년)
3. The Love (2009년)
4. 행복이 보낸 편지 - 〈A Letter From Happiness〉 (2012년)
5. 호접몽 (2016년)
6. 김창훈과 블랙스톤즈 〈Black Stones the first - 0집〉 (2017년)

## 여타 음악 활동

### 자작 및 타 가수 제공
1. 1977년 - 샌드 페블즈 - [8] 〈나 어떡해〉라는 노래를 작사, 작곡
2. 1986년 - 김완선 1집 수록곡 전곡 작사, 작곡
3. 1987년 - 김완선 2집 수록곡 전곡 대부분 작사, 작곡 ('리듬 속의 그 춤을'[9] 제외)